# Françoise de Veyrinas
Françoise de Veyrinas este un om politic francez, membru al Parlamentului European în perioada 1999-2004 din partea Franței. 
1. 1 2 3 4  Fichier des personnes décédées mirror, accesat în 25 ianuarie 2022
2. 1 2  Who's Who in France
3. ↑  Françoise de Veyrinas, Autoritatea BnF
4. 1 2  Françoise De Veyrinas, base Sycomore, accesat în 9 octombrie 2017
5. ↑  Deputații în Parlamentul European